# Ivar Eriksen
Alf Ivar Eriksen (* 7. března 1942 Hamar) je bývalý norský rychlobruslař.
Na mezinárodní scéně se poprvé objevil v roce 1964, kdy skončil šestý v závodě na 1500 m na Zimních olympijských hrách. V roce 1965 startoval na Mistrovství Evropy, na kterém se umístil na 12. příčce. V dalších letech se účastnil pouze menších závodů, výjimkou byl rok 1968, kdy dosáhl největšího úspěchu své kariéry, neboť na trati 1500 m získal na zimní olympiádě stříbrnou medaili. Na začátku 70. let pravidelně startoval na sprinterském mistrovství světa, přičemž v roce 1970 byl čtvrtý, roku 1971 pátý a v roce 1972 patnáctý. Po sezóně 1971/1972 se společně s dalšími rychlobruslaři připojil k nově založené profesionální lize International Speed Skating League (ISSL), na jejímž světovém mistrovství ve sprintu v roce 1973 byl pátý. Existence ISSL však vydržela pouze do roku 1974, kdy Eriksen také ukončil sportovní kariéru.